# Memphis laura
Espèce
Memphis laura est une espèce d'insectes lépidoptères (papillons) de la famille des Nymphalidae, de la sous-famille des Charaxinae et du genre Memphis.

## Dénomination
Memphis laura a été décrit par Herbert Druce en 1877 sous le nom initial de Paphia laura.
Synonyme : Anaea laura Godman & Salvin, [1884].

### Sous-espèce
- Memphis laura laura ; présent au Costa Rica et en Colombie.
- Memphis laura balboa (Hall, 1927) ; présent à Panama.
- Memphis laura caucana Joicey & Talbot, 1922 ; présent en Colombie.
- Memphis laura rosae (Fassl, 1909) ; présent en Colombie[1].

### Nom vernaculaire
Memphis laura  se nomme Laura Leafwing en anglais.

## Description
Memphis laura est un papillon aux ailes antérieures à bord costal bossu, bord externe presque droit, angle interne en esquisse de crochet.
Le dessus est marron orangé suffusé de bleu métallisé.
Le revers est orangé et simule une feuille morte.

## Écologie et distribution
Memphis laura est présent au Costa Rica, à Panama et en Colombie.

### Protection
Pas de statut de protection particulier.